# Akihiro Endo
Akihiro Endo (Prefectura de Kagoshima, 18 de setembre de 1975) és un futbolista japonès.

## Selecció japonesa
Va formar part de l'equip olímpic japonès als Jocs Olímpics d'estiu de 1996.